# 2 Brygada Strzelców Karpackich
2 Brygada Strzelców Karpackich (2 BSK) – brygada piechoty Polskich Sił Zbrojnych.
2 BSK sformowana została w dniu 4 maja 1942 roku na podstawie rozkazu L.dz.2130/I/tjn./42 dowódcy Wojska Polskiego na Środkowym Wschodzie, rozkazem dowódcy dywizji Ldz. 4/IOg. Org/tjn./42, w składzie Dywizji Strzelców Karpackich. Brygada została utworzona głównie z żołnierzy ewakuowanych z ZSRR należących uprzednio do 25, 26 i 27 pp z 9 i 10 DP. W latach 1944–1945 walczyła w kampanii włoskiej, między innymi w bitwie o Monte Cassino, Ankonę i Bolonię. W 1946 przetransportowana została do Wielkiej Brytanii i tam w następnym roku rozformowana

## Struktura organizacyjna
- Kwatera Główna 2 Brygady Strzelców Karpackich
- 4 Batalion Strzelców Karpackich
- 5 Batalion Strzelców Karpackich
- 6 Batalion Strzelców Karpackich

## Obsada personalna Dowództwa 2 BSK
Dowódcy brygady
- płk Alfred Jan Schmidt (3 V 1942 - 10 V 1942)
- płk piech. Józef Frączek (11 V 1942 - 4 VII 1943)[2]
- ppłk piech. Przemysław Nakoniecznikoff (od 4 VII 1943 - 8 XII 1943)[3]
- ppłk dypl. Ziemowit Grabowski p.o. (9 XII 1943 - 26 II 1944[4])
- ppłk / płk dypl. piech. Roman Władysław Szymański (17 XII 1943 – 13 VIII 1944[5])
- ppłk / płk piech. Jan Lachowicz (13 VIII 1944 – 6 VIII 1945[6])
- ppłk dypl. piech. Michał Rybikowski (6 VIII 1945 - 1947[6])

Zastępcy dowódcy brygady
- ppłk piech. Przemysław Nakoniecznikoff (do 4 VII 1943 → dowódca brygady)
- ppłk dypl. Tadeusz Skinder (od 4 VII 1943)
- ppłk dypl. Ziemowit Grabowski (7 XII 1943 - 10 VI 1944)
- ppłk Karol Piłat (11 VI - 14 X 1944[7][8])
- ppłk/płk dypl. Wincenty Bąkiewicz
- ppłk dypl. Władysław Michniewicz[9]

Szefowie sztabu
- mjr dypl. Jan Kaliński (3 V 1942[10]-15 I 1944[11])
- kpt./mjr dypl. Czesław Hanus (15 I -[12]

Kwatermistrz
- mjr Stefan Stanisław Skotnicki

## Odznaka brygady
Odznaka specjalna: wykonana z białego metalu, oksydowana na stare srebro. Oznaka ma formę kompozycji składającej się z ośmiu liści ostu ułożonych promieniście, na którą nałożony jest kolisty wieniec świerkowy. W środku koło obrzeżone ząbkami. Na wieńcu inicjały 2 BSK.
Odznakę noszono na berecie, na podkładce z ciemnozielonego sukna po lewej stronie, w odległości 10 cm od środka orzełka. Na patkach kołnierza zezwolono nosić oznaki o średnicy 2 cm, bez podkładki sukiennej. Wykonywała ją firma: F. M. Lorioli, Milano - Roma.